# Alianza Democrática de Angola
Alianza Democrática de Angola (en portugués Aliança Democrática) es una coalición de partidos políticos de Angola. Alianza Democrática fue fundada en 1992 por Evidor Quiela.
El mismo año de su creación se presentó en las elecciones nacionales a la Asamblea donde obtuvo un curúl tras conseguir el 0,86% de los votos. Ese puesto en la Asamblea Nacional fue ganado por João Vieira Lopes del Frente por la Democracia. Luego en las elecciones presidenciales se presenta como candidato de la coalición Simão Cassete sólo consigue el 0,67% de los votos.
- Datos: Q3269688